# Colegiul Național „Calistrat Hogaș” Piatra Neamț
Colegiul Național „Calistrat Hogaș” este o instituție de învățământ liceal din municipiul Piatra Neamț, situat pe strada Str. Alexandru cel Bun 19. Clădirea colegiului este monument istoric, înscrisă în lista monumentelor istorice din județul Neamț, cod  NT-II-m-B-10556.